# Ballet national de Marseille
Le Ballet national de Marseille est une compagnie de danse fondée en 1972 par Roland Petit. Elle est située au sein du parc Henri Fabre, entre le Prado et Saint-Giniez, non loin du Parc Borely. Depuis le 2 septembre 2019, le collectif (LA)HORDE dirige le BNM.

## Historique
En 1972, le maire de Marseille, Gaston Defferre, propose au chorégraphe Roland Petit de venir créer à Marseille une compagnie. Ce dernier créé alors les Ballets de Marseille et présente sa première création, Pink Floyd Ballet, accompagné en live par les Pink Floyd. Il travaille notamment avec le styliste Yves Saint Laurent, le danseur Mikhaïl Barychnikov, les peintres Keith Haring et David Hockney et l’écrivaine Edmonde Charles-Roux.

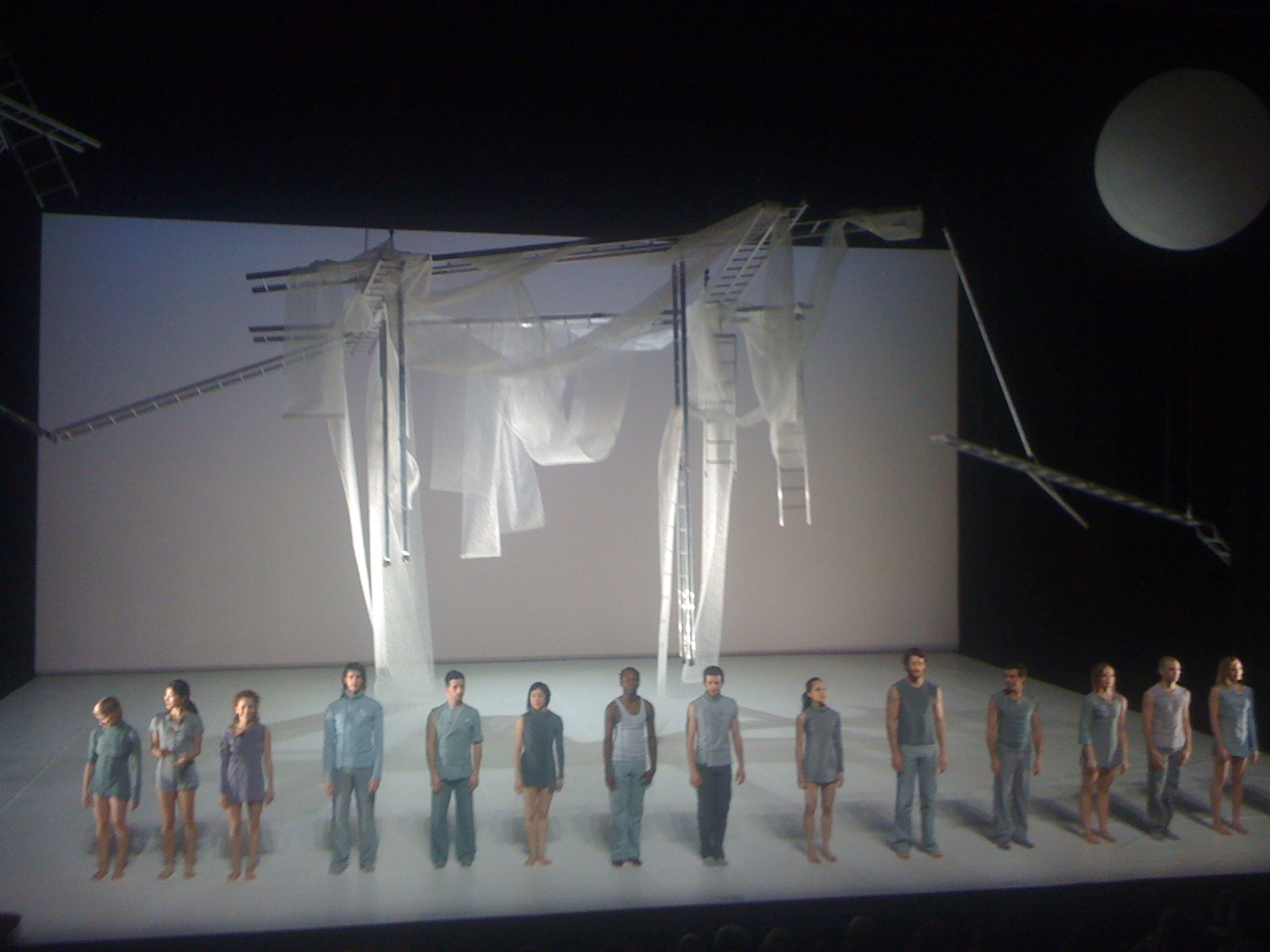
La Vérité 25x par seconde - Frédéric Flamand.

À partir de 1981, la compagnie devient le Ballet national de Marseille et investit quelques années plus tard, en 1992, un bâtiment conçu par l’architecte Roland Simounet, spécialement destiné à ses activités ainsi qu’à celles de l’École nationale supérieure de danse.
Devenu Centre chorégraphique national (CCN) en 1984, le Ballet national de Marseille (BNM) est ensuite successivement dirigé par Marie-Claude Pietragalla (1998-2004), Frédéric Flamand (2004-2014), Emio Greco et Pieter Scholten (2015-2018),.
Nommé par le ministère de la Culture et la ville de Marseille , le collectif (La)Horde, prend la direction du CCN Ballet national de Marseille le 2 septembre 2019.

## Chorégraphie

### Créations chorégraphiques
- 2020 : Room With A View (La)Horde et Rone au Théâtre du Châtelet[8],[9]
- 2021 : Programme Childs, Carvalho, Ninja, Dohert[10],[11]
  - Lucinda Childs, Tempo Vicino sur une musique de John Adams,
  -  Tânia Carvalho, One of four periods in time,
  - Lasseindra Ninja, Mood,
  -  Oona Doherty, Lazarus.

- 2021 : Programme Roommate 
  - Cecilia Bengolea & François Chaignaud , Grime Ballet,
  - (La)Horde, Weather Is Sweet,
  - Peeping Tom, Oiwa,
  - Lucinda Childs, Concerto
  - Claude Brumachon & Benjamin Lamarche, Les Indomptés
  - (La)Horde, Room With A View.

- 2023 : Age Of Content de (La)Horde

## Documentaires
- 2021 : « Download and run zoom : Lucinda Childs meets (LA)HORDE - Building momentum under lockdown »  dans le cadre d’une série produite par le Manchester International Festival[12].